# Laura Bailey

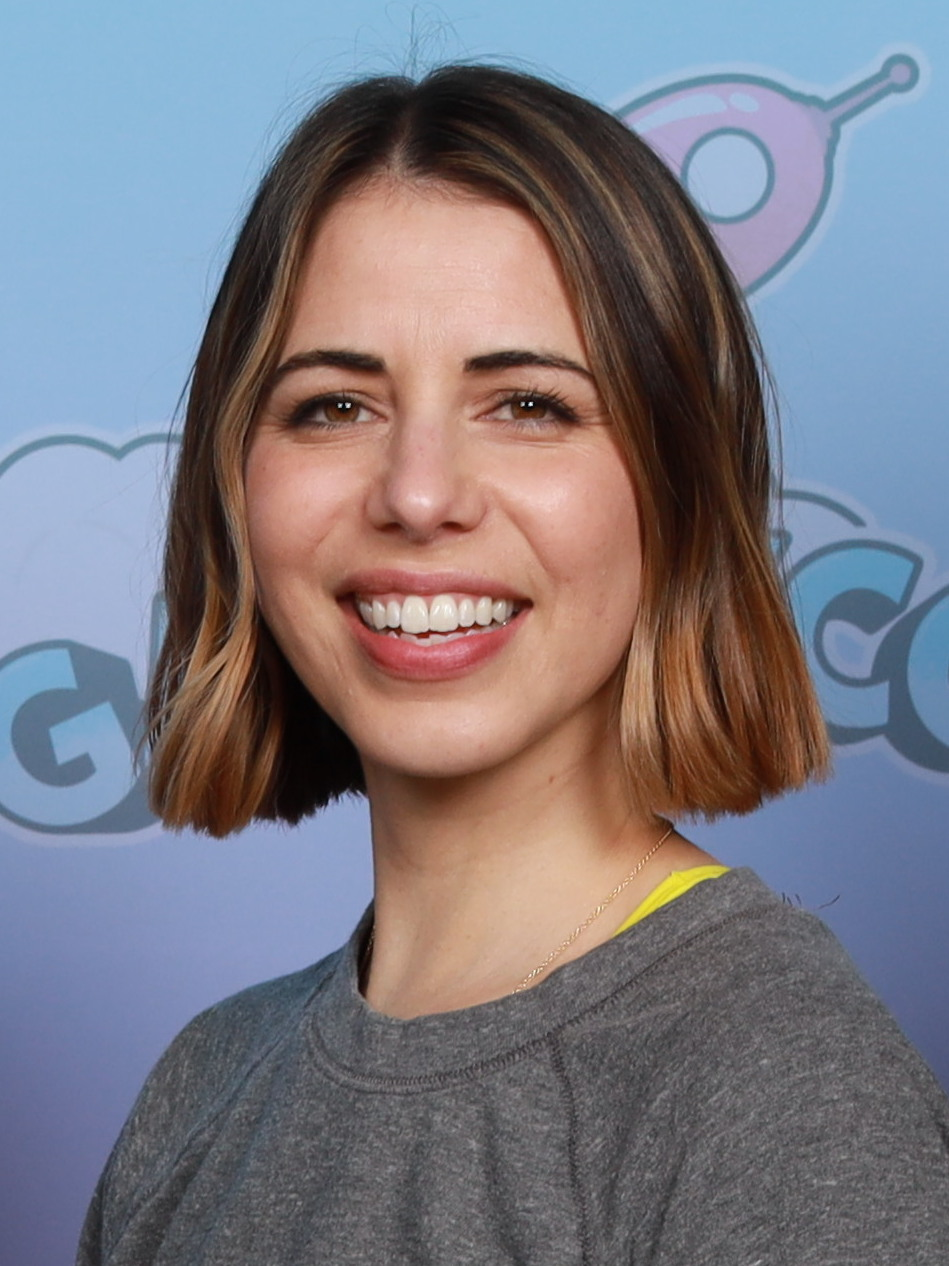
Laura Bailey (2025)

Laura Dawn Bailey (* 28. Mai 1981 in Biloxi, Mississippi) ist eine US-amerikanische Synchronsprecherin.
In der Spielreihe BloodRayne übernahm Bailey die Hauptrolle. Zudem erhielt sie die Synchronrolle von Jaina Proudmoore in World of Warcraft sowie Heroes of the Storm und war als Jedi-Ritterin Kira Carsen in Star Wars: The Old Republic zu hören.
Bailey gehört seit 2015 ebenso wie ihr Ehemann Travis Willingham zur Stammbesetzung der Webserie Critical Role und erstellte hierfür die Dungeons-&-Dragons-Figuren Vex, Jester und Imogen. In The Last of Us Part II übernahm sie mit Motion Capture an der Seite ihrer Critical-Role-Kollegin Ashley Johnson die Rolle von Abby, die als dritte Hauptfigur der Spielreihe hinzukam. In den Videospielen Marvel’s Spider-Man (2018) und Marvel’s Spider-Man 2 (2023) spielte Bailey die Rolle von Mary Jane Watson, die neben Peter Parker und Miles Morales zu den spielbaren Hauptfiguren gehört.